# Hartland, Maine
Hartland är en kommun (town)  i Somerset County i den amerikanska delstaten Maine med en folkmängd, som uppgår till 1 816 invånare (2000). Den har enligt United States Census Bureau en area på 110,9 km².